# Станки (Родомановске сільське поселення)
Станки (рос. Станки) — присілок Гагарінського району Смоленської області Росії. Входить до складу Родомановського сільського поселення.
Населення — 17 осіб. 